# Dons de Lovendeghem
Dons en Dons de Lovendeghem is een Belgisch adellijk huis.

## Geschiedenis
- In 1711 verhief keizer Karel VI de heerlijkheid Lovendegem tot baronie ten gunste van Gillis Dons, met overdraagbaarheid van de titel bij eerstgeboorte.

## Genealogie
- Gillis Dons (zie hierboven), heer van Ten Broeck, heer van Lovendeghem (1700) x Jacqueline de Winnendaele.
  - Jean Gilles Dons (1679-1742), x Marie-Madeleine Rodriguez d'Evora y Vega. Baron in 1716.
    - Jean Joseph Arnulphe Dons (1705-1788), baron van Lovendeghem, ontvanger-generaal van de vorstelijke domeinen in Vlaanderen, watergraaf en moermeester voor Oost-Vlaanderen x Anne-Françoise Vilain XIIII (1715-1751).
      - Jean Jacques Joseph Dons (°1740), baron van Lovendeghem, ontvanger-generaal van de vorstelijke domeinen in Oost-Vlaanderen, x Thérèse Zaman (1757-1805).
        - Auguste Dons (zie hierna).

      - Louis Ferdinand Dons (°1746), x Marie-Thérèse Zaman (1755-1777), xx Marie-Louise Le Couvreur d'Orifontaine (°1769).
        - Edouard Dons (1798-1869), x Emilie de Marnix (1809-1879), afstammelinge van de graven de Marnix.
          - Louis Dons de Lovendeghem (zie hierna).

## Auguste Dons
Auguste Joseph Marie Dons (Gent, 16 september 1778 - 21 juni 1864) trouwde in 1797 in  Gent met Marie-Henriette Stalins (1779-1851). Ze kregen twee zoons en twee dochters, zonder verdere afstammelingen.
In 1816 werd Dons onder het Verenigd Koninkrijk der Nederlanden erkend in de erfelijke adel en benoemd in de ridderschap van Oost-Vlaanderen, met de titel baron. Hij weigerde de voorgeschreven eed af te leggen, zodat de erkenning en benoeming vervielen. Pas in 1859 verwierf hij erkenning in de erfelijke adel, met de titel baron, overdraagbaar bij eerstgeboorte.
Bij de dood van zijn jongste dochter, de ongehuwde Sidonie Dons, in 1880, doofde deze familietak uit.

## Louis Dons de Lovendeghem
- Louis Eugène Marie Ghislain Dons de Lovendeghem (Gent, 12 december 1835 - Brussel, 11 april 1891) trouwde in 1861 in Gent met Pauline Cardon (1840-1903). Ze kregen een zoon en drie dochters. In 1881 verkreeg hij erkenning in de erfelijke adel met de titel baron, overdraagbaar bij eerstgeboorte. In 1885 kreeg hij vergunning om aan de familienaam de Lovendeghem toe te voegen.
  - Marie Dons de Lovendeghem (1862-1893) trouwde in 1886 in Gent met de Henri de Wavrin-Villers-au-Tertre (1852-1908). Ze kregen vijf kinderen met afstammelingen.
  - Idesbalde Dons de Lovendeghem (1864-1918) trouwde in 1900 in Gent met Madeleine van Crombrugghe (1879-1966). Ze kregen tien kinderen, met afstammelingen tot heden, maar met vooruitzicht van uitdoven in de mannelijke lijnen.
  - Raphaëlle Dons de Lovendeghem (1867-1946) trouwde in 1889 in Gent met Léon van Pottelsberghe de la Potterie (1868-1933).

## Kasteel
Naast patriciërshuizen in Gent (Mageleinstraat en hoekhuis Veldstraat-Voldersstraat), bewoonde de familie Dons (tot heden) het kasteel van Lovendegem.